# Kruševo, Prijepolje
Kruševo (izvirno srbsko Крушево) je naselje v Srbiji, ki upravno spada pod Občino Prijepolje; slednja pa je del Zlatiborskega upravnega okraja.

## Demografija
V naselju živi 26 polnoletnih prebivalcev, pri čemer je njihova povprečna starost 37,3 let (31,4 pri moških in 43,2 pri ženskah). Naselje ima 12 gospodinjstev, pri čemer je povprečno število članov na gospodinjstvo 3,00.
|  |

| Demografija | Demografija     | Demografija     |
| Leto        | Št. prebivalcev | Št. prebivalcev |
| ----------- | --------------- | --------------- |
|             |                 |                 |
|             |                 |                 |
|             |                 |                 |
|             |                 |                 |
| 1948        | 211             |                 |
| 1953        | 209             |                 |
| 1961        | 220             |                 |
| 1971        | 191             |                 |
| 1981        | 176             |                 |
| 1991        | 34              | 34              |
| 2002        | 39              | 36              |
|             |                 |                 |

| Etnična sestava po popisu iz leta 2002 | Etnična sestava po popisu iz leta 2002 | Etnična sestava po popisu iz leta 2002 | Etnična sestava po popisu iz leta 2002 | Etnična sestava po popisu iz leta 2002 |
| -------------------------------------- | -------------------------------------- | -------------------------------------- | -------------------------------------- | -------------------------------------- |
| Muslimani                              | Muslimani                              |                                        | 29                                     | 80,55%                                 |
| Bošnjaki                               | Bošnjaki                               |                                        | 7                                      | 19,44%                                 |
| Neznano                                | Neznano                                |                                        | 0                                      | 0,0%                                   |